# ديميتري ليشوير
ديميتري ليشوير (بالفرنسية: Dimitri Lesueur)‏ (25 يناير 1987 في فرنسا - ) هو لاعب كرة قدم فرنسي في مركز الهجوم. لعب مع نادي أجاكسيو.

## روابط خارجية
- ديميتري ليشوير على موقع قاعدة بيانات كرة القدم.إي يو (الإنجليزية)